# Книга чотирьох майстрів
Аннали королівства Ірландії (ірл. Annála Ríoghachta Éireann) відомі також як Аннали (Хроніки) чотирьох майстрів (Annála na gCeithre Máistrítrí) — важливе джерело з історії Ірландії створене у францисканському монастирі міста Донегал між 1632 та 1636 роками. Компіляція давніших хронік, але містить і оригінальний доробок. Записи охоплюють історичні та легендарні події від Потопу (який в ірландських історичних книгах доби середньовіччя датується 3000 роком до нової ери) до 1616 року.
Збирання документів і переказів з ірландської давнини було викликане потребою врятувати цю давню спадщину від нищення англійцями. Ініціативу створення книги подав поет, історик та агіограф Аод Будє мак ан Вардь (ірл. - Aodh Buidhe Mac an Bhaird), що працював тоді в католицькій Ірландській колегії міста Левен (Бельгія).

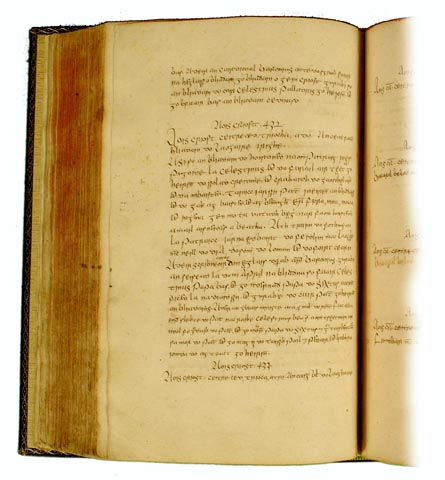
Сторінка з описом 432 року до н.е.

## Створення Книги
Створення Анналів королівства Ірландії відбувалось на тлі нищення традиційного ірландського устрою англійськими завойовниками. Широкі переслідування невдоволених, конфіскації земель, нав'язування протестантської віри, заборона ірландської мови, нав'язування англійських прізвищ замість традиційних ірландських, англійської мови та культури найвиразніше проявилися в колонізації Ольстеру. 
Після невдалої Дев'ятирічної війни значна частина знатних ірландців мусили рятувати себе в континентальній Європі. Відоме, наприклад, "Втеча графів", коли в вересні 1607 року близько ста представників ольстерської аристократії мігрували на континент. Притулок вигнанцям надавала католицька Європа, зокрема, Франція, Іспанія та підвладні їй Нідерланди.

### Автори та джерела
Основну роботу над Анналами вів Міхеал О'Клері (ірл. - Mícheál Ó Cléirigh) (англ. Michael O'Clery). Чудово освічений нащадок клану О'Клері (ірл. - Ó Cléirigh), вигнанець і мандрівник, Міхеал (ірл . - Mícheál) прийшов у Ірландську колегію Святого Антонія в Левені знаним фахівцем з літератури й історії Ірландії. Відгукнувшись на заклик Аод Будє мак ан Вардь (Aodh Buidhe Mac an Bhaird), у 1626 році він повертається в Ірландію й наступне десятиліття свого життя присвячує збору відомостей з давніх ірландських рукописів. Спершу Міхеала та його помічників цікавила історія католицької церкви в Ірландії, діяння святих. З 1631 року почали роботу зі світськими текстами, зокрема, Leabhar Gabhála. Його колегами були: Ку Хогькріхе О'Клері (ірл. - Cú Choigcríche Ó Cléirigh), Ферфесе О'Маол Хонарє (ірл. - Fearfeasa Ó Maol Chonaire), Ку Когьріхе мак Туахал О'Дувьгеаннань (ірл. - Cú Coigriche mac Tuathal Ó Duibhgeannain) - він же Перегрін О'Дувьгеаннань (ірл. - Peregrine Ó Duibhgeannain). Саме їх імена згадуються в зв’язку з назвою Книга чотирьох майстрів. Крім названих співавторів, над Анналами працювали також старший брат Міхеала — Конарє О'Клері (ірл. -Conaire  Ó Cléirigh) та Муріш мак Торна О'Ваолхонарє (ірл. - Muiris mac Torna Uí Mhaolchonaire).
Крім Книги захоплень Ірландії в компіляцію були включені тексти монастирських хронік ХІІ ст., приходських книг, королівських та аристократичних родоводів тощо. 
Замовником і патроном зведення Анналів королівства Ірландії був Ферйял О'Гайра (ірл. -Fearghal Ó Gadhra), лорд графства Слайго.
Робота була завершена у серпні 1636 року. Було створено всього два манускрипти.

## Значення
З огляду на втрату багатьох джерел ірландською мовою, робота "чотирьох майстрів" є дуже важливим документом з історії цієї країни. Попри те, що записи найдавнішої частини Анналів носять легендарний характер і часто є вкрай лаконічними, вони дають найповніше уявлення про ірландську давнину. Крім того, в записах Анналів наведена ірландська точку зору на події XVI-XVII століть, присутні унікальні відомості про визвольні повстання й війни того періоду.

## Видання
Видання здійснене Еоганом О'Коннеланом (ірл. - Eoghan Ó Coinnealláin) (англ. Owen Connellan) 1846 року стало першим перекладом книги англійською, містило записи від 1171 року. Попри велику роботу проведену упорядником (переклад, ілюстрація, велика мапа Ірландії з позначенням володінь давніх ірландських родів і кланів), це видання не було помічене й пережило 150 років забуття. За перекладом О'Коннелана слідувало видання Джона О’Донована, кошти на цю працю надійшли від Ірландської Королівської Академії. В тому закладі, до речі, зберігається й одна з копій рукопису Анналів королівства Ірландії.